# Kyrylo Pospyeyev
Kyrylo Pospyeyev, né le 30 décembre 1975 à Tambov, est un coureur cycliste ukrainien. 

## Biographie
En 2004, il participe aux Jeux olympiques d'Athènes, où il se classe 23e de la course en ligne.

## Palmarès et résultats

### Palmarès par année
- 1995
  - Tour de Ribas
- 1996
  - 3e du Grand Prix Beeckman-De Caluwé
- 1998
  - 3e du Tour de Yougoslavie
- 2000
  - Coppa Ciuffenna
- 2001
  -  Champion d'Ukraine sur route
- 2004
  - 2e du Tour de l'Etna

### Résultats sur les grands tours

#### Tour d'Italie
1 participation
- 2004 : 42e

#### Tour d'Espagne
2 participations
- 2001 : abandon (7e étape)
- 2003 : 37e

### Classements mondiaux
| Année           | 2005   |
| --------------- | ------ |
| UCI Europe Tour | 1 282e |